# Medalla de Nakhímov
La Medalla de Nakhímov (en rus Медаль Нахимова; transliterat: Medal Nakhímova) és una medalla soviètica, creada per Stalin i instituïda pel Decret de la Presidència del Soviet Suprem de l'URSS del 3 de març de 1944 (Gaseta del Soviet Suprem de l'URSS n.15 de 1944), i els estatuts van modificar-se mitjançant decrets de 26 de febrer i 16 de desembre de 1947. Finalment, es realitzà una nova redacció dels estatuts amb data de 28 de març de 1980.
Era atorgada a mariners, sots-oficials i alferes de navili i membres de la Infanteria de Marina i Divisions Navals de les Tropes Frontereres per la conducta distingida i la valentia en batalla per la defensa de la Pàtria:
- Per les accions hàbils, amb iniciativa i valentia i contribueixin a l'execució amb èxit del combat naval.
- Pel valor a la defensa de les aigües territorials de l'URSS.
- Per l'abnegació a l'execució del deure militar o d'altres mèrits durant el servei militar amb risc de la vida.

Penja a l'esquerra del pit i se situa després de la Medalla pel Servei de Combat.
La Medalla de Nakhímov és l'equivalent naval a la Medalla pel Servei de Combat (com la Medalla d'Uixakov és equivalent a la Medalla al Valor). Si bé estava destinada als mariners i sots-oficials, també hi va haver oficials que la van rebre, en reconeixement de la valentia superior del cap (si bé la pròpia pels oficials seria l'Orde de Nakhímov).
L'iniciador del projecte per a l'establiment de la medalla va ser el Comissari del Poble per la Marina de l'URSS, almirall Kuznetsov. Els autors del disseny van ser els pintors A.L. Diodorov i B.M. Homich.
Durant la Gran Guerra Patriòtica el dret de concedir-la va ser atorgat, en nom de la Presidència del Soviet Suprem, a un reduït grup del personal de comandament de la Marina Soviètica, com els comandants de les flotes, flotilles, esquadres, forces aèries de la flota, sectors fortificats, caps de brigades navals, brigades aèries i brigades d'infanteria de marina.
El primer decret de concessió va ser el 10 d'abril de 1944. Els primers a rebre-la van ser: a la Marina del Nord el sergent d'intel·ligència M.A. Kolosov, i els marines Y.V. Tolstov i F.G. Moixkov, a la Flota del Mar Negre (20 d'abril de 1944) el Sergent de 1a G.I. Belikov, el Sergent Superior I.F. Belkin i l'infant de marina N.D. Belik; i a la Flota del Bàltic (26 de juny de 1944) el sergent de 1a V.A. Vasiliev i els infants de marina N.G. Vavilkin i P.S. Gavrilov. Mitjançant el decret de 17 de juliol de 1945, la medalla va ser atorgada a 15 militars dels Estats Units. Durant la guerra, va ser comú rebre la Medalla d'Uixakov i la de Nakhímov.
Amb la nova redacció de 1980, la medalla podia ser també atorgada en temps de pau.
Se’n van atorgar sobre unes 14.020 vegades

## Disseny
És una medalla de bronze de 36mm. A l'anvers apareix la imatge de l'almirall Nakhímov mirant a l'esquerra, amb la inscripció "АДМИРАЛ НАХИМОВ" (Admiral Nakhímov) a sobre i dues branques de llorer a sota amb una estrella de 5 puntes al mig.
Al revers apareix un vaixell al mig d'un anell format per un cable, sobre dues àncores creuades, envoltades per cadenes de vaixell.
Es suspèn sobre un galó pentagonal blau cel de 24mm d'ample, amb 3 franges blanques de 3mm. L'amplada de la separació entre les franges és de 2mm, i l'amplada de les vores blaves és de 5,5mm cadascuna.